# Seretse Khama
Pour les articles homonymes, voir Khama.
Seretse Khama, né le 1er juillet 1921 à Serowe et mort le 13 juillet 1980 à Gaborone, est un homme politique botswanais, fondateur du Parti démocratique du Botswana en 1962. Il est Premier ministre en 1965, puis premier président de la république du Botswana après l'indépendance, de 1966 à sa mort.

## Biographie

### Enfance et éducation
Né en 1921 à Serowe dans ce qui est alors le protectorat britannique du Bechuanaland, Seretse Khama est le fils de Sekgoma Khama II, le chef du peuple des Bamangwatos, et le petit-fils du roi tribal Khama III. Le nom « Seretse » signifie « l'argile qui lie » et lui a été donné pour célébrer la réconciliation récente de son père et de son grand-père. Seretse Khama accède lui-même au titre de roi des Bamangwatos en 1925 à la mort de son vieux père sous le nom de Seretse II, mais son oncle Tshekedi Khama lui fait office de régent et de tuteur.
Après avoir passé la plupart de sa jeunesse dans les internats d'Afrique du Sud, Seretse Khama étudie à l'université de Fort Hare où il obtient son baccalauréat universitaire ès lettres en 1944. Il se rend ensuite à Oxford où il passe un an au Balliol College, avant de rejoindre Londres dans l'Inner Temple où il suit une formation d'avocat.

### Mariage et exil
En juin 1947, il rencontre la Britannique Ruth Williams, clerc chez Lloyd's of London, et après un an de fréquentations, il l'épouse. Ce mariage entre un homme noir et une femme blanche suscite un scandale, tant en Afrique du Sud, alors sous régime d'apartheid, que chez les anciennes tribus du Bamangwato. Dès qu'il est informé du mariage, l'oncle de Seretse exige son retour au Bechuanaland et l'annulation de son mariage. Seretse Khama revient à Serowe avec son épouse, mais, après une série de réunions publiques, est réaffirmé par les anciens dans son rôle de roi en 1949. Ruth Williams Khama a finalement acquis une certaine popularité et légitimité. Admettant sa défaite, Tshekedi Khama quitte le pays, tandis que Seretse Khama retourne à Londres pour terminer ses études.
Toutefois, les ramifications internationales de son mariage ne sont pas si faciles à résoudre. Après avoir interdit le mariage dit interracial sous le régime de l'apartheid, l'Afrique du Sud ne peut pas se permettre de laisser exister un tel couple interracial de l'autre côté de sa frontière nord, du fait du statut social de Seretse Khama. Comme le Bechuanaland était un protectorat et non une colonie, le gouvernement sud-africain exerce immédiatement des pressions pour que Khama soit expulsé. Les membres du parti travailliste britannique dans le gouvernement, inquiets par la dette massive britannique contractée à cause de la Seconde Guerre mondiale, ne peuvent pas se permettre de perdre l'or d'Afrique du Sud et l'approvisionnement en uranium. On craint aussi que l'Afrique du Sud ne prenne des mesures plus directes contre le Bechuanaland, par des sanctions économiques ou par une incursion militaire,. Le gouvernement britannique envoie donc un parlementaire au Bechuanaland pour enquêter sur la conformité de Seretse Khama à porter un rôle de chef suprême. Bien que l'enquête indique qu'il est en fait éminemment apte à diriger ce protectorat, « si l'on excepte la question de son mariage malheureux », le gouvernement ordonne que le rapport soit écarté pendant trente ans et que Khama et son épouse soient exilés du Bechuanaland. Après avoir reçu le soutien populaire du Bechuanaland, Seretse Khama est appelé à Londres en 1950 pour des discussions avec des responsables britanniques. Il est alors retenu en Angleterre et doit rester en exil. Ruth Khama le rejoint en 1951 après la naissance de leur fille Jacqueline, et le couple vit en exil à Croydon, une ville de la banlieue sud de Londres.

### Retour à la politique
Divers groupes protestent contre la décision du gouvernement, en la considérant comme une preuve de racisme de la part des Britanniques. En Grande-Bretagne, la décision provoque de la colère et la démission de Robert Gascoyne-Cecil, 5e marquis de Salisbury, le ministre responsable. Une délégation de six Bamangwato se rend à Londres pour voir Khama l'exilé et Lord Salisbury, en écho à la délégation de 1895 composée de trois Bamangwato ayant été reçue par la reine Victoria, mais cette visite se termine sans succès. Toutefois, lorsqu'ils sont désignés par le haut-commissariat britannique pour remplacer Khama, ils refusent de le faire.
En 1956, Seretse et Ruth Khama sont autorisés à retourner au Bechuanaland en tant que simples particuliers, après avoir renoncé au trône tribal. Khama entame une vie infructueuse d'éleveur de bétail et tâte de la politique locale : il est élu au conseil tribal en 1957. En 1960, on lui diagnostique un diabète.
En 1961, cependant, Khama revient sur la scène politique en fondant le Parti démocratique du Bechuanaland (BDP). Son exil lui confère une crédibilité accrue auprès d'un électorat de sensibilité indépendantiste. Le BDP balaye les socialistes et les panafricanistes rivaux et remporte les élections en 1965. Par la suite, Khama, alors premier ministre du Bechuanaland, persiste à œuvrer pour l'indépendance du Botswana, dont la nouvelle capitale serait Gaborone. En 1965, une constitution définit le nouveau système politique du Botswana. Et le 30 septembre 1966, le Botswana obtient son indépendance, avec Khama pour premier président. En 1966, Élisabeth II le fait Chevalier commandeur de l'ordre de l'Empire britannique (KBE).

### Président de la république du Botswana
Au moment de son indépendance, le Botswana figure parmi les pays les plus pauvres au monde, encore plus pauvre que la plupart des autres pays africains,,. Khama met au point un vigoureux programme économique visant à transformer le pays via l'exportation économique de bœuf, de cuivre et de diamants. La découverte en 1967 de gisements de diamants d'Orapa aide ce programme. Cependant, d'autres pays africains ayant des ressources naturelles abondantes sont encore classés parmi les États pauvres[pas clair]
Entre 1966 et 1980, le Botswana connaît la plus forte croissance économique dans le monde. Une grande partie de cet argent est réinvesti dans différentes infrastructures, les soins de santé et l'éducation, ce qui entraîne le développement économique. Khama prend également des mesures énergiques contre la corruption, fléau de tant d'autres nations nouvellement indépendantes d'Afrique. Contrairement à d'autres pays africains, l'administration de Khama adopte des politiques favorables au marché pour favoriser le développement économique. Il a promis des impôts peu élevés et stables à des sociétés minières, le libre-échange et l'augmentation des libertés publiques. Il maintient un faible impôt sur le revenu pour éviter la fraude fiscale et la corruption. Pendant son mandat, il confirme les principes de la démocratie libérale et d'antiracisme dans cette région victime de guerres civiles, de haine raciale et de corruption.
Sur le front de la politique étrangère, Khama évite de permettre à des groupes militants d'opérer à l'intérieur du Botswana. Selon Richard Dale, « le gouvernement de Khama avait le pouvoir de le faire en vertu de la prévention de 1963 sur l'acte de violence à l'étranger, et une semaine après l'indépendance, Seretse Khama a annoncé devant l'Assemblée nationale la politique de son gouvernement pour assurer que le Botswana ne serait pas devenu une base des opérations pour attaquer un voisin »[pas clair]. Peu de temps avant sa mort, Khama devait jouer un rôle majeur dans la négociation de la fin de la guerre du Bush de Rhodésie du Sud, la création qui en résulte, et l'indépendance du Zimbabwe[réf. nécessaire][pas clair].
Sur un plan personnel, il est connu pour son intelligence, son intégrité et son sens de l'humour.

### Mort
Khama reste président de la république du Botswana jusqu'à sa mort, causée par un cancer du pancréas, le 13 juillet 1980. Son vice-président Ketumile Masire lui succède. Quarante mille personnes viennent lui rendre hommage lorsque son corps est exposé à Gaborone. Il est enterré dans le cimetière familial Khama sur une colline de Serowe, District central.
Vingt-huit ans après la mort de Seretse Khama, son fils Ian succède à Festus Mogae comme 4e président du pays, avant d'être élu en 2009 [pas clair]puis réélu en 2014. Un autre des fils de Seretse, le cadet Tshekedi Khama, est élu parlementaire de Serowe du nord-ouest.

## Pour approfondir